# Lilian Vaxelaire
Lilian Vaxelaire (* 4. Februar 1998 in Nancy) ist ein ehemaliger französischer Nordischer Kombinierer.

## Werdegang
Vaxelaire, der für SC Xonrupt startet, gab sein internationales Debüt am 11. Januar 2014 im Rahmen des Alpencups in Predazzo. Zwei Monate später nahm er an den Nordischen Skispielen der OPA 2014 im heimischen Gérardmer teil und gewann unter anderem mit seinem Teamkollegen Laurent Muhlethaler die Bronzemedaille mit dem Team. In den folgenden Jahren konkurrierte Vaxelaire regelmäßig im Alpencup sowie weiteren Jugend-Veranstaltungen. So nahm er am Europäischen Olympischen Winter-Jugendfestival 2015, an den Nordischen Skispielen der OPA 2015, an den Olympischen Jugend-Winterspielen 2016 sowie an Nordischen Junioren-Skiweltmeisterschaften teil. Seinen größten Erfolg auf Juniorenebene feierte er bei den Junioren-Skiweltmeisterschaften 2017 in Park City, als er gemeinsam mit Laurent Muhlethaler, Maël Tyrode und Théo Rochat die Silbermedaille hinter dem österreichischen Team gewann.
Sein Debüt im Continental Cup gab er bereits in der Saison 2015/16 am 5. März 2016 in Chaux-Neuve. Beim Wettkampf nach der Gundersen-Methode im Skisprungstadion Stade de la Côte Feuillée sowie über 10 Kilometer holte er als Dreißigster direkt seine ersten Punkte. Am 21. Januar 2017 gab Vaxelaire an gleicher Stelle sein Weltcup-Debüt, verpasste allerdings die Punkteränge. Auch bei seinen ersten Versuchen im Sommer 2018, Grand-Prix-Punkte zu sammeln, scheiterte er.
Im Winter 2018/19 startete Vaxelaire regelmäßig im Continental Cup, erreichte jedoch nur mit dem Team in Eisenerz eine Platzierung unter den besten Zehn. In der Gesamtwertung erreichte er dennoch mit dem 63. Platz sein bestes Karriereergebnis. Zum Saisonabschluss gewann er bei den französischen Meisterschaften im Skispringen in Chaux-Neuve die Silbermedaille im Team. Erfolgreicher verlief für den Franzosen der Sommer 2019. Beim Massenstart in Klingenthal belegte er den 30. Platz und gewann so seinen ersten Grand-Prix-Punkt. Diesem folgten weitere zehn Punkte beim Gundersen-Wettkampf in Tschagguns. In der Gesamtwertung belegte er den 58. Platz.
Ende März 2020 gab Vaxelaire sein Karriereende bekannt.

## Statistik

### Grand-Prix-Platzierungen
| Saison | Platz | Punkte |
| ------ | ----- | ------ |
| 2019   | 58.   | 11     |

### Continental-Cup-Platzierungen
| Saison  | Platz | Punkte |
| ------- | ----- | ------ |
| 2015/16 | 94.   | 01     |
| 2017/18 | 67.   | 38     |
| 2018/19 | 63.   | 31     |
| 2019/20 | 81.   | 09     |